# 1-й истребительный авиационный корпус ПВО
1-й истребительный авиационный корпус ПВО (1-й иак ПВО) — соединение авиации ПВО СССР, выполнявшее задачи противовоздушной обороны Дальневосточного региона СССР.

## Наименования корпуса
- 1-й истребительный авиационный корпус ПВО;
- 50-й истребительный авиационный корпус ПВО.

## Создание корпуса
Корпус сформирован приказом НКО СССР в июне 1946 года на основе управлений истребительной авиации Приморской, Приамурской и Дальневосточной армий ПВО после их расформирования.

## Преобразование корпуса
- 1-й истребительный авиационный корпус ПВО 20 февраля 1949 года на основании Директивы Генерального штаба[2] преобразован в 50-й истребительный авиационный корпус ПВО.
- 50-й истребительный авиационный корпус ПВО в декабре 1954 года был расформирован, а управление корпуса было переформировано в управление авиации Амурской армии ПВО.

## Командиры корпуса
| Звание                           | Имя                       | Период                  | Примечание |
| -------------------------------- | ------------------------- | ----------------------- | ---------- |
| Генерал-майор авиации            | Рыбкин Леонид Григорьевич | 01.07.1946 — 01.12.1948 |            |
| Полковник, Генерал-майор авиации | Суворов Иван Павлович     | 01.06.1952 — 03.08.1953 |            |

## В составе объединений
| Объединение                        | Период                  |
| ---------------------------------- | ----------------------- |
| Дальневосточный округ ПВО          | 01.06.1946 — 20.02.1949 |
| Комсомольско-Хабаровский район ПВО | 20.02.1949 — 01.06.1954 |
| Амурская армия ПВО                 | 01.06.1954 — 01.12.1954 |

## Соединения, части и отдельные подразделения корпуса
- 147-я истребительная авиационная дивизия ПВО[1];
  - 34-й истребительный авиационный полк ПВО;
  - 404-й истребительный авиационный полк ПВО;
  - 564-й истребительный авиационный полк ПВО;
- 149-я истребительная авиационная дивизия ПВО[1];
  - 3-й истребительный авиационный полк ПВО;
  - 18-й истребительный авиационный полк ПВО;
  - 60-й истребительный авиационный полк ПВО;
  - 582-й истребительный авиационный полк;
- 168-я истребительная Краснознамённая авиационная дивизия ПВО[1];
  - 311-й истребительный авиационный полк ПВО;
  - 361-й истребительный авиационный полк ПВО;
- 254-я истребительная авиационная дивизия ПВО[1] (с 1950 г.);
  - 300-й истребительный авиационный полк;
  - 301-й истребительный авиационный полк;
  - 302-й истребительный авиационный полк;
- 297-я истребительная авиационная дивизия ПВО[1];
  - 938-й истребительный авиационный полк ПВО;
  - 939-й истребительный авиационный полк ПВО;
  - 401-й истребительный авиационный полк ПВО;
  - 304-й истребительный авиационный полк.
- 32-я истребительная авиационная дивизия
- 60-я истребительная авиационная дивизия[4][5]:
  - 211-й истребительный авиационный полк (Як-9, МиГ-15);
  - 938-й истребительный авиационный полк (Як-9, МиГ-15);
  - 939-й истребительный авиационный полк (Як-9, МиГ-15).

## Базирование
| Период                  | Место     |
| ----------------------- | --------- |
| 01.06.1946 - 01.12.1954 | Хабаровск |